# Family Online Safety Institute
The Family Online Safety Institute (tłum. Instytut Bezpieczeństwa Internetowego Rodziny, skr. FOSI) – międzynarodowa organizacja non-profit, pracującą na rzecz bezpieczeństwa internetowego dzieci i ich rodzin. Wyszukuje i promuje najlepsze praktyki, narzędzia i metody w dziedzinie bezpieczeństwa sieciowego.

## Inicjatywy
Źródło:
- ICRA – Stowarzyszenie Klasyfikacji Zawartości Internetu promujące oznaczanie stron pornograficznych i z przemocą w celu ochrony dzieci przed ich niszczącym wpływem.
- POWDER – następca standardu PICS umożliwia oznaczenie i odróżnienie szkodliwych dla dzieci treści (np. filmy pornograficzne, przemoc) od treści pożądanych (bajki, gry bez przemocy) na stronach publikujących różno-temetyczne treści, a następnie zablokowanie tych szkodliwych stron. Metoda polega na publicznym ujawnieniu i podaniu przez właściciela strony www jej zawartości, zanim dziecko zdąży odwiedzić daną stronę. Umożliwia to wcześniejsze zablokowanie np. filmów czy gier pornograficznych, zanim dziecko zdąży się z nimi zapoznać[2].
- QUATRO Plus – rozwija uniwersalną komputerową platformę czytającą etykiety.